# 1741
Portal Geschichte | Portal Biografien | Aktuelle Ereignisse | Jahreskalender | Tagesartikel

◄ |
17. Jahrhundert |
18. Jahrhundert
| 19. Jahrhundert | ►

◄ |
1710er |
1720er |
1730er |
1740er
| 1750er | 1760er | 1770er | ►

◄◄ |
◄ |
1737 |
1738 |
1739 |
1740 |
1741
| 1742 | 1743 | 1744 | 1745 | ► | ►►
Staatsoberhäupter  · Nekrolog   · Musikjahr
| Januar | Januar | Januar | Januar | Januar | Januar | Januar | Januar |
| Kw     | Mo     | Di     | Mi     | Do     | Fr     | Sa     | So     |
| ------ | ------ | ------ | ------ | ------ | ------ | ------ | ------ |
| 52     |        |        |        |        |        |        | 1      |
| 1      | 2      | 3      | 4      | 5      | 6      | 7      | 8      |
| 2      | 9      | 10     | 11     | 12     | 13     | 14     | 15     |
| 3      | 16     | 17     | 18     | 19     | 20     | 21     | 22     |
| 4      | 23     | 24     | 25     | 26     | 27     | 28     | 29     |
| 5      | 30     | 31     |        |        |        |        |        |

| Februar | Februar | Februar | Februar | Februar | Februar | Februar | Februar |
| Kw      | Mo      | Di      | Mi      | Do      | Fr      | Sa      | So      |
| ------- | ------- | ------- | ------- | ------- | ------- | ------- | ------- |
| 5       |         |         | 1       | 2       | 3       | 4       | 5       |
| 6       | 6       | 7       | 8       | 9       | 10      | 11      | 12      |
| 7       | 13      | 14      | 15      | 16      | 17      | 18      | 19      |
| 8       | 20      | 21      | 22      | 23      | 24      | 25      | 26      |
| 9       | 27      | 28      |         |         |         |         |         |

| März | März | März | März | März | März | März | März |
| Kw   | Mo   | Di   | Mi   | Do   | Fr   | Sa   | So   |
| ---- | ---- | ---- | ---- | ---- | ---- | ---- | ---- |
| 9    |      |      | 1    | 2    | 3    | 4    | 5    |
| 10   | 6    | 7    | 8    | 9    | 10   | 11   | 12   |
| 11   | 13   | 14   | 15   | 16   | 17   | 18   | 19   |
| 12   | 20   | 21   | 22   | 23   | 24   | 25   | 26   |
| 13   | 27   | 28   | 29   | 30   | 31   |      |      |

| April | April | April | April | April | April | April | April |
| Kw    | Mo    | Di    | Mi    | Do    | Fr    | Sa    | So    |
| ----- | ----- | ----- | ----- | ----- | ----- | ----- | ----- |
| 13    |       |       |       |       |       | 1     | 2     |
| 14    | 3     | 4     | 5     | 6     | 7     | 8     | 9     |
| 15    | 10    | 11    | 12    | 13    | 14    | 15    | 16    |
| 16    | 17    | 18    | 19    | 20    | 21    | 22    | 23    |
| 17    | 24    | 25    | 26    | 27    | 28    | 29    | 30    |

| Mai | Mai | Mai | Mai | Mai | Mai | Mai | Mai |
| Kw  | Mo  | Di  | Mi  | Do  | Fr  | Sa  | So  |
| --- | --- | --- | --- | --- | --- | --- | --- |
| 18  | 1   | 2   | 3   | 4   | 5   | 6   | 7   |
| 19  | 8   | 9   | 10  | 11  | 12  | 13  | 14  |
| 20  | 15  | 16  | 17  | 18  | 19  | 20  | 21  |
| 21  | 22  | 23  | 24  | 25  | 26  | 27  | 28  |
| 22  | 29  | 30  | 31  |     |     |     |     |

| Juni | Juni | Juni | Juni | Juni | Juni | Juni | Juni |
| Kw   | Mo   | Di   | Mi   | Do   | Fr   | Sa   | So   |
| ---- | ---- | ---- | ---- | ---- | ---- | ---- | ---- |
| 22   |      |      |      | 1    | 2    | 3    | 4    |
| 23   | 5    | 6    | 7    | 8    | 9    | 10   | 11   |
| 24   | 12   | 13   | 14   | 15   | 16   | 17   | 18   |
| 25   | 19   | 20   | 21   | 22   | 23   | 24   | 25   |
| 26   | 26   | 27   | 28   | 29   | 30   |      |      |

| Juli | Juli | Juli | Juli | Juli | Juli | Juli | Juli |
| Kw   | Mo   | Di   | Mi   | Do   | Fr   | Sa   | So   |
| ---- | ---- | ---- | ---- | ---- | ---- | ---- | ---- |
| 26   |      |      |      |      |      | 1    | 2    |
| 27   | 3    | 4    | 5    | 6    | 7    | 8    | 9    |
| 28   | 10   | 11   | 12   | 13   | 14   | 15   | 16   |
| 29   | 17   | 18   | 19   | 20   | 21   | 22   | 23   |
| 30   | 24   | 25   | 26   | 27   | 28   | 29   | 30   |
| 31   | 31   |      |      |      |      |      |      |

| August | August | August | August | August | August | August | August |
| Kw     | Mo     | Di     | Mi     | Do     | Fr     | Sa     | So     |
| ------ | ------ | ------ | ------ | ------ | ------ | ------ | ------ |
| 31     |        | 1      | 2      | 3      | 4      | 5      | 6      |
| 32     | 7      | 8      | 9      | 10     | 11     | 12     | 13     |
| 33     | 14     | 15     | 16     | 17     | 18     | 19     | 20     |
| 34     | 21     | 22     | 23     | 24     | 25     | 26     | 27     |
| 35     | 28     | 29     | 30     | 31     |        |        |        |

| September | September | September | September | September | September | September | September |
| Kw        | Mo        | Di        | Mi        | Do        | Fr        | Sa        | So        |
| --------- | --------- | --------- | --------- | --------- | --------- | --------- | --------- |
| 35        |           |           |           |           | 1         | 2         | 3         |
| 36        | 4         | 5         | 6         | 7         | 8         | 9         | 10        |
| 37        | 11        | 12        | 13        | 14        | 15        | 16        | 17        |
| 38        | 18        | 19        | 20        | 21        | 22        | 23        | 24        |
| 39        | 25        | 26        | 27        | 28        | 29        | 30        |           |

| Oktober | Oktober | Oktober | Oktober | Oktober | Oktober | Oktober | Oktober |
| Kw      | Mo      | Di      | Mi      | Do      | Fr      | Sa      | So      |
| ------- | ------- | ------- | ------- | ------- | ------- | ------- | ------- |
| 39      |         |         |         |         |         |         | 1       |
| 40      | 2       | 3       | 4       | 5       | 6       | 7       | 8       |
| 41      | 9       | 10      | 11      | 12      | 13      | 14      | 15      |
| 42      | 16      | 17      | 18      | 19      | 20      | 21      | 22      |
| 43      | 23      | 24      | 25      | 26      | 27      | 28      | 29      |
| 44      | 30      | 31      |         |         |         |         |         |

| November | November | November | November | November | November | November | November |
| Kw       | Mo       | Di       | Mi       | Do       | Fr       | Sa       | So       |
| -------- | -------- | -------- | -------- | -------- | -------- | -------- | -------- |
| 44       |          |          | 1        | 2        | 3        | 4        | 5        |
| 45       | 6        | 7        | 8        | 9        | 10       | 11       | 12       |
| 46       | 13       | 14       | 15       | 16       | 17       | 18       | 19       |
| 47       | 20       | 21       | 22       | 23       | 24       | 25       | 26       |
| 48       | 27       | 28       | 29       | 30       |          |          |          |

| Dezember | Dezember | Dezember | Dezember | Dezember | Dezember | Dezember | Dezember |
| Kw       | Mo       | Di       | Mi       | Do       | Fr       | Sa       | So       |
| -------- | -------- | -------- | -------- | -------- | -------- | -------- | -------- |
| 48       |          |          |          |          | 1        | 2        | 3        |
| 49       | 4        | 5        | 6        | 7        | 8        | 9        | 10       |
| 50       | 11       | 12       | 13       | 14       | 15       | 16       | 17       |
| 51       | 18       | 19       | 20       | 21       | 22       | 23       | 24       |
| 52       | 25       | 26       | 27       | 28       | 29       | 30       | 31       |

| Januar | Januar | Januar | Januar | Januar | Januar | Januar | Januar |
| Kw     | Mo     | Di     | Mi     | Do     | Fr     | Sa     | So     |
| ------ | ------ | ------ | ------ | ------ | ------ | ------ | ------ |
| 52     |        |        |        |        |        |        | 1      |
| 1      | 2      | 3      | 4      | 5      | 6      | 7      | 8      |
| 2      | 9      | 10     | 11     | 12     | 13     | 14     | 15     |
| 3      | 16     | 17     | 18     | 19     | 20     | 21     | 22     |
| 4      | 23     | 24     | 25     | 26     | 27     | 28     | 29     |
| 5      | 30     | 31     |        |        |        |        |        |

| Februar | Februar | Februar | Februar | Februar | Februar | Februar | Februar |
| Kw      | Mo      | Di      | Mi      | Do      | Fr      | Sa      | So      |
| ------- | ------- | ------- | ------- | ------- | ------- | ------- | ------- |
| 5       |         |         | 1       | 2       | 3       | 4       | 5       |
| 6       | 6       | 7       | 8       | 9       | 10      | 11      | 12      |
| 7       | 13      | 14      | 15      | 16      | 17      | 18      | 19      |
| 8       | 20      | 21      | 22      | 23      | 24      | 25      | 26      |
| 9       | 27      | 28      |         |         |         |         |         |

| März | März | März | März | März | März | März | März |
| Kw   | Mo   | Di   | Mi   | Do   | Fr   | Sa   | So   |
| ---- | ---- | ---- | ---- | ---- | ---- | ---- | ---- |
| 9    |      |      | 1    | 2    | 3    | 4    | 5    |
| 10   | 6    | 7    | 8    | 9    | 10   | 11   | 12   |
| 11   | 13   | 14   | 15   | 16   | 17   | 18   | 19   |
| 12   | 20   | 21   | 22   | 23   | 24   | 25   | 26   |
| 13   | 27   | 28   | 29   | 30   | 31   |      |      |

| April | April | April | April | April | April | April | April |
| Kw    | Mo    | Di    | Mi    | Do    | Fr    | Sa    | So    |
| ----- | ----- | ----- | ----- | ----- | ----- | ----- | ----- |
| 13    |       |       |       |       |       | 1     | 2     |
| 14    | 3     | 4     | 5     | 6     | 7     | 8     | 9     |
| 15    | 10    | 11    | 12    | 13    | 14    | 15    | 16    |
| 16    | 17    | 18    | 19    | 20    | 21    | 22    | 23    |
| 17    | 24    | 25    | 26    | 27    | 28    | 29    | 30    |

| Mai | Mai | Mai | Mai | Mai | Mai | Mai | Mai |
| Kw  | Mo  | Di  | Mi  | Do  | Fr  | Sa  | So  |
| --- | --- | --- | --- | --- | --- | --- | --- |
| 18  | 1   | 2   | 3   | 4   | 5   | 6   | 7   |
| 19  | 8   | 9   | 10  | 11  | 12  | 13  | 14  |
| 20  | 15  | 16  | 17  | 18  | 19  | 20  | 21  |
| 21  | 22  | 23  | 24  | 25  | 26  | 27  | 28  |
| 22  | 29  | 30  | 31  |     |     |     |     |

| Juni | Juni | Juni | Juni | Juni | Juni | Juni | Juni |
| Kw   | Mo   | Di   | Mi   | Do   | Fr   | Sa   | So   |
| ---- | ---- | ---- | ---- | ---- | ---- | ---- | ---- |
| 22   |      |      |      | 1    | 2    | 3    | 4    |
| 23   | 5    | 6    | 7    | 8    | 9    | 10   | 11   |
| 24   | 12   | 13   | 14   | 15   | 16   | 17   | 18   |
| 25   | 19   | 20   | 21   | 22   | 23   | 24   | 25   |
| 26   | 26   | 27   | 28   | 29   | 30   |      |      |

| Juli | Juli | Juli | Juli | Juli | Juli | Juli | Juli |
| Kw   | Mo   | Di   | Mi   | Do   | Fr   | Sa   | So   |
| ---- | ---- | ---- | ---- | ---- | ---- | ---- | ---- |
| 26   |      |      |      |      |      | 1    | 2    |
| 27   | 3    | 4    | 5    | 6    | 7    | 8    | 9    |
| 28   | 10   | 11   | 12   | 13   | 14   | 15   | 16   |
| 29   | 17   | 18   | 19   | 20   | 21   | 22   | 23   |
| 30   | 24   | 25   | 26   | 27   | 28   | 29   | 30   |
| 31   | 31   |      |      |      |      |      |      |

| August | August | August | August | August | August | August | August |
| Kw     | Mo     | Di     | Mi     | Do     | Fr     | Sa     | So     |
| ------ | ------ | ------ | ------ | ------ | ------ | ------ | ------ |
| 31     |        | 1      | 2      | 3      | 4      | 5      | 6      |
| 32     | 7      | 8      | 9      | 10     | 11     | 12     | 13     |
| 33     | 14     | 15     | 16     | 17     | 18     | 19     | 20     |
| 34     | 21     | 22     | 23     | 24     | 25     | 26     | 27     |
| 35     | 28     | 29     | 30     | 31     |        |        |        |

| September | September | September | September | September | September | September | September |
| Kw        | Mo        | Di        | Mi        | Do        | Fr        | Sa        | So        |
| --------- | --------- | --------- | --------- | --------- | --------- | --------- | --------- |
| 35        |           |           |           |           | 1         | 2         | 3         |
| 36        | 4         | 5         | 6         | 7         | 8         | 9         | 10        |
| 37        | 11        | 12        | 13        | 14        | 15        | 16        | 17        |
| 38        | 18        | 19        | 20        | 21        | 22        | 23        | 24        |
| 39        | 25        | 26        | 27        | 28        | 29        | 30        |           |

| Oktober | Oktober | Oktober | Oktober | Oktober | Oktober | Oktober | Oktober |
| Kw      | Mo      | Di      | Mi      | Do      | Fr      | Sa      | So      |
| ------- | ------- | ------- | ------- | ------- | ------- | ------- | ------- |
| 39      |         |         |         |         |         |         | 1       |
| 40      | 2       | 3       | 4       | 5       | 6       | 7       | 8       |
| 41      | 9       | 10      | 11      | 12      | 13      | 14      | 15      |
| 42      | 16      | 17      | 18      | 19      | 20      | 21      | 22      |
| 43      | 23      | 24      | 25      | 26      | 27      | 28      | 29      |
| 44      | 30      | 31      |         |         |         |         |         |

| November | November | November | November | November | November | November | November |
| Kw       | Mo       | Di       | Mi       | Do       | Fr       | Sa       | So       |
| -------- | -------- | -------- | -------- | -------- | -------- | -------- | -------- |
| 44       |          |          | 1        | 2        | 3        | 4        | 5        |
| 45       | 6        | 7        | 8        | 9        | 10       | 11       | 12       |
| 46       | 13       | 14       | 15       | 16       | 17       | 18       | 19       |
| 47       | 20       | 21       | 22       | 23       | 24       | 25       | 26       |
| 48       | 27       | 28       | 29       | 30       |          |          |          |

| Dezember | Dezember | Dezember | Dezember | Dezember | Dezember | Dezember | Dezember |
| Kw       | Mo       | Di       | Mi       | Do       | Fr       | Sa       | So       |
| -------- | -------- | -------- | -------- | -------- | -------- | -------- | -------- |
| 48       |          |          |          |          | 1        | 2        | 3        |
| 49       | 4        | 5        | 6        | 7        | 8        | 9        | 10       |
| 50       | 11       | 12       | 13       | 14       | 15       | 16       | 17       |
| 51       | 18       | 19       | 20       | 21       | 22       | 23       | 24       |
| 52       | 25       | 26       | 27       | 28       | 29       | 30       | 31       |

## Ereignisse

### Politik und Weltgeschehen

#### Österreichischer Erbfolgekrieg
- 16. Februar: Österreich, Großbritannien, Russland, Sachsen und die Niederlande schließen in Dresden eine Koalition gegen Preußen.
- 27. Februar: Im Gefecht bei Baumgarten siegt die preußische Armee über die Pragmatische Armee.
- 9. März: Erster Schlesischer Krieg: Leopold II. Maximilian von Anhalt-Dessau erobert die Festung Glogau für Preußen.
- März: Ein österreichisches Heer marschiert unter Wilhelm Reinhard von Neipperg in Schlesien ein. Die preußischen Truppen befinden sich zu diesem Zeitpunkt noch verstreut in ihren Winterquartieren.

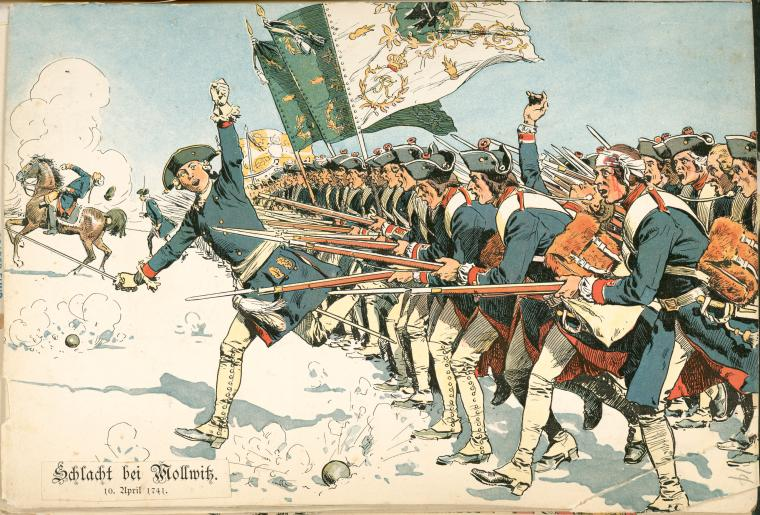
Schlacht bei Mollwitz

- 10. April: In der Schlacht bei Mollwitz besiegt Preußen unter Kurt Christoph von Schwerin die Österreicher, nachdem König Friedrich II. das Schlachtfeld verlassen hat, und verteidigt damit das im Vorjahr besetzte Schlesien.
- 28. Mai: Spanien und Bayern verbünden sich im Vertrag von Nymphenburg mit Preußen und Frankreich gegen die österreichische Erzherzogin Maria Theresia.
- 5. Juni: Preußen und Frankreich schließen ein Verteidigungsbündnis auf fünf Jahre.

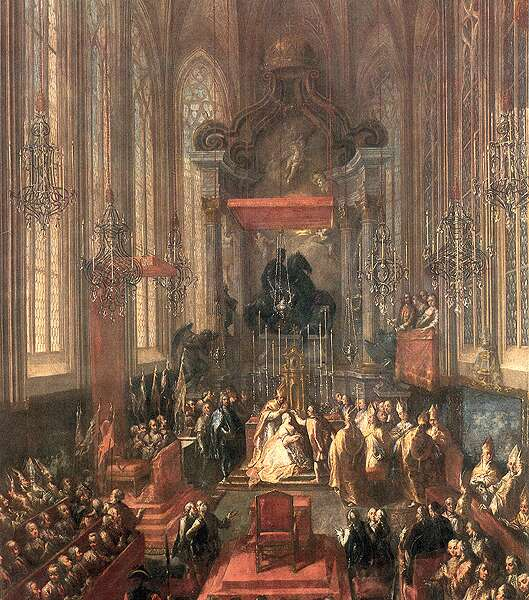
Die Krönung im Martinsdom

- 25. Juni: Maria Theresia wird im Martinsdom von Pressburg zur Königin von Ungarn gekrönt. Dabei sagen ihr die ungarischen Stände eine Unterstützung von 20.000 Soldaten zu.
- 31. Juli: Mit der Einnahme Passaus durch bayerische Truppen greift Kurfürst Karl Albrecht von Bayern in den Österreichischen Erbfolgekrieg ein.
- 22. Juli: Überfall bei Rothschloss
- September: Nachdem Großbritannien bereits seine Neutralität erklärt hat, wechselt Kursachsen auf die Seite der antiösterreichischen Allianz. Mit Bayern wird vereinbart, dass dieses nach der Aufteilung der habsburgischen Erblande Böhmen erhalten soll, während Mähren an Sachsen fallen soll.
- 9. Oktober: Mit der Geheimkonvention von Klein-Schnellendorf schließen Österreich und Preußen einen geheimen Waffenstillstand, bei dem Letzterem Niederschlesien zugesprochen wird.
- 26. November: Während des ersten schlesischen Kriegs gegen das Haus Habsburg und seine Verbündeten im Österreichischen Erbfolgekrieg wird Prag von Franzosen, Sachsen und Bayern eingenommen. Karl Albrecht von Bayern steht an der Spitze dieses Heeres.
- 19. Dezember: Karl Albrecht von Bayern lässt sich von den böhmischen Landständen zum König von Böhmen krönen.
- Mitte Dezember: Friedrich II. marschiert unter dem Vorwand, Österreich hielte sich nicht an die Geheimhaltung der Konvention von Klein-Schnellendorf, in Böhmen ein.
- 26. Dezember: Preußen erobert Olmütz.

#### Russland / Schweden

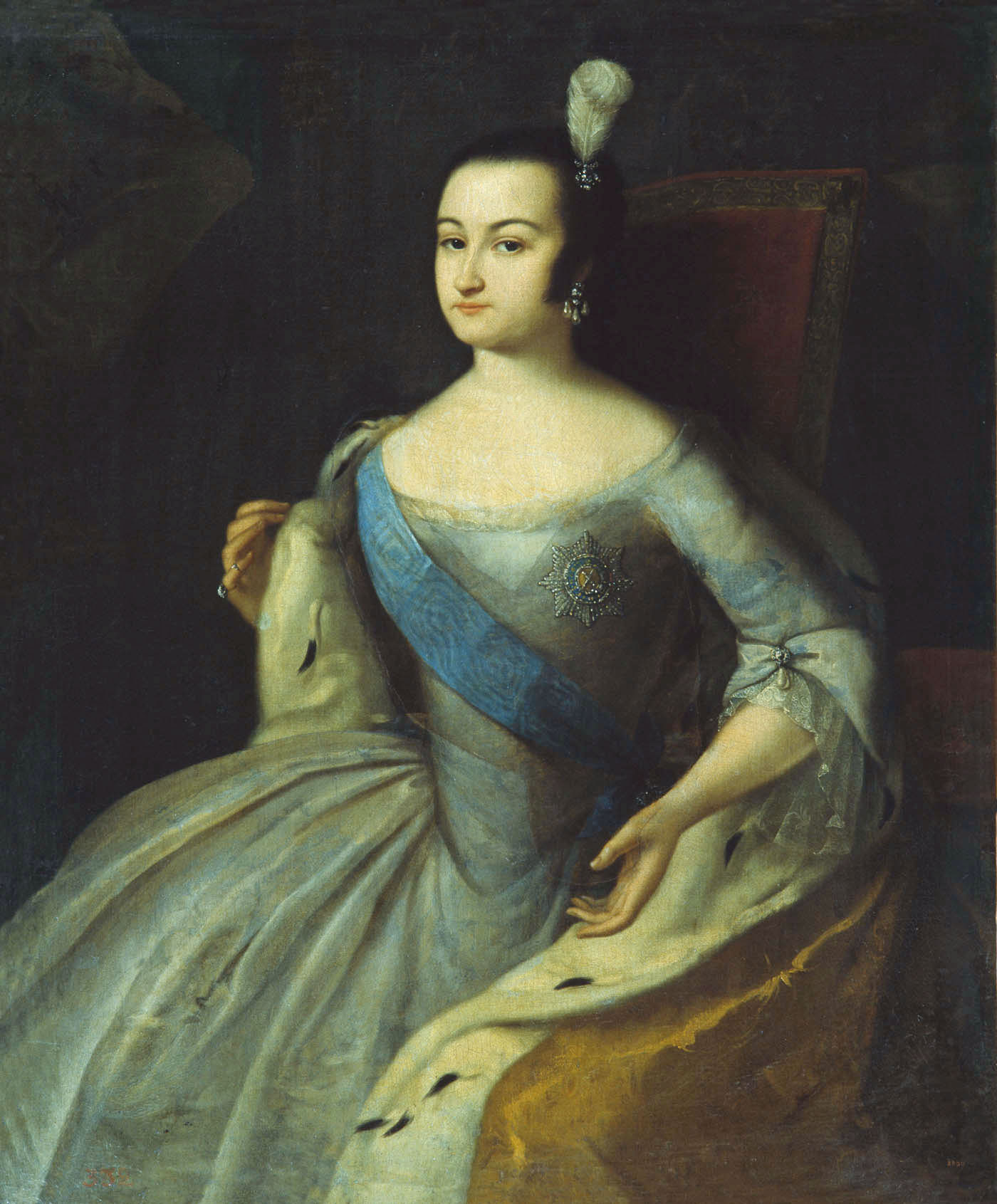
Anna Leopoldowna als Regentin (Porträt von Louis Caravaque)

- 8. August: Das schwedische Parlament erklärt Russland den Krieg. Damit beginnt der bis 1743 dauernde Russisch-Schwedische Krieg, mit dem die schwedische Partei der Hüte versucht, die Niederlage des Landes im Großen Nordischen Krieg zu revidieren
- 24./25. November: In einer Palastrevolution in Russland werden der erst einjährige Zar Iwan VI. und seine für ihn regierende Mutter Anna Leopoldowna gestürzt. Elisabeth Petrowna, die Tochter Peters des Großen, kommt an die Macht. Der deutschstämmige Premierminister Burkhard Christoph von Münnich wird verhaftet und im Dezember zum Tode verurteilt, jedoch auf dem Schafott begnadigt. Anna Leopoldowna wird mit ihrem Mann in die Verbannung geschickt, ihr Sohn getrennt von ihr gefangen gehalten.
- 20. Dezember: Der im Vorjahr nach Sibirien verbannte frühere Regent Ernst Johann von Biron, Herzog von Kurland, wird von der neuen Kaiserin an den Zarenhof zurückgeholt und lässt sich in Jaroslawl nieder.

#### Weitere Ereignisse in Europa

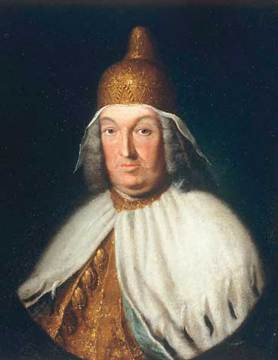
Pietro Grimani

- 17. Juni: Nach dem Tod von Alvise Pisani wird Pietro Grimani im ersten Wahlgang zum Dogen von Venedig gewählt. Die Wahl des als geizig geltenden Prokurators wird vom Volk mit geringer Begeisterung aufgenommen. Doch obwohl Grimanis Amtsantritt unter keinem guten Stern steht und von zahlreichen Unglücken begleitet ist, beginnt eine Zeit des Friedens und der wirtschaftlichen Erholung für die Serenissima.
- 26. Juli: Mit dem kinderlosen Tod Herzog Wilhelm Heinrichs erlischt seine Herrschaftslinie im Herzogtum Sachsen-Eisenach, das damit dem Herzogtum Sachsen-Weimar zufällt. Erster Herzog des neuen Herzogtums Sachsen-Weimar-Eisenach wird Ernst August I.

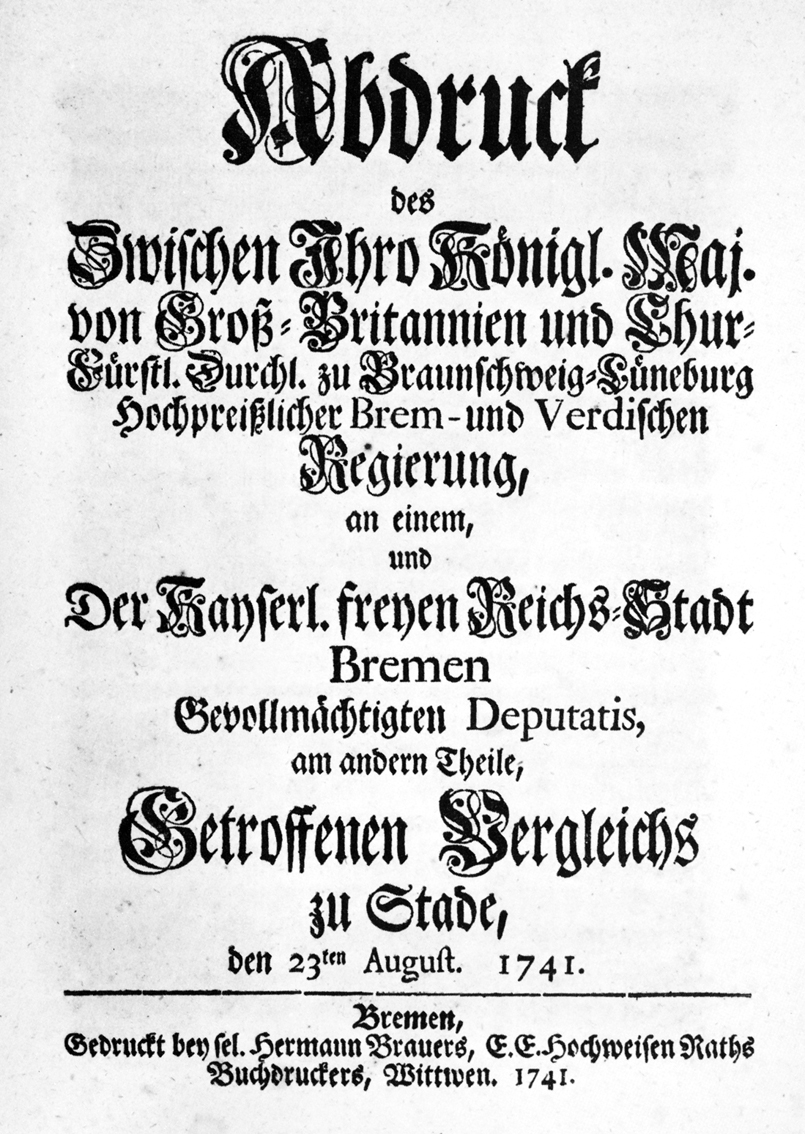
Titelseite des Zweiten Stader Vergleichs von 1741

- 23. August: Mit dem Zweiten Stader Vergleich erfolgt eine Einigung zwischen dem Kurfürstentum Braunschweig-Lüneburg und Bremen über ihre Herrschaftsansprüche.
- Im Isenburger Schloss tagt ein Kongress zur Reform der Reichsverfassung.

#### Amerika und Karibik
- Januar: Im War of Jenkins’ Ear trifft eine Reihe von eigens über den Atlantik transportierten britischen Infanterieregimentern auf Jamaika ein.

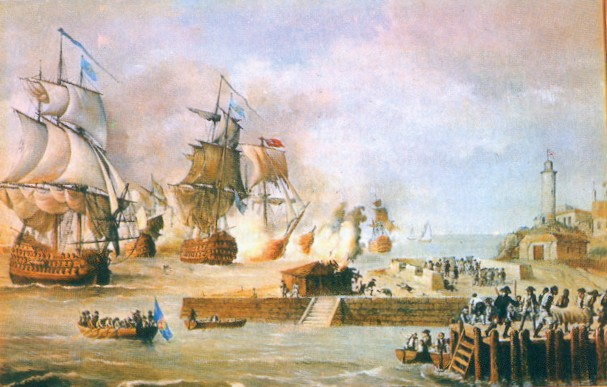
Der Angriff auf Cartagena

- 9. März: Die Briten belagern den Hafen Cartagena in der spanischen Kolonie Neu-Granada. Der Angriff wird am 9. Mai erfolglos abgebrochen (Schlacht von Cartagena de Indias).
- 23. Juli: Britische Truppen landen in der Bucht von Guantanamo auf Kuba, nachdem sie einen Angriff auf Santiago de Cuba wegen der starken Befestigungsanlagen ausgeschlossen haben. Doch wegen der schlechten Wegeverhältnisse erweist sich auch dieser Angriff als unmöglich.
- In Tennessee treten erstmals Sklavengesetze in Kraft. Sie basieren auf denen von North Carolina.

### Wirtschaft
- 1. März: Das spätere Schweizer Bankhaus Wegelin & Co. wird in St. Gallen als Leinentuchhandel und Speditionshandlung gegründet.

### Wissenschaft und Technik
- 15. Juni: Vitus Bering bricht in Petropawlowsk im Rahmen der zweiten Kamtschatkaexpedition zu Schiff mit dem Auftrag auf, die Küste Amerikas zu erkunden. Er entdeckt dabei unter anderem Alaska.
- 25. Juli: Der russische Kapitän Alexei Iljitsch Tschirikow sichtet während der Zweiten Kamtschatkaexpedition Land an der Südostküste Alaskas.
- 19. Dezember: Auf dem Rückweg von seiner Expedition stirbt Vitus Bering auf der später nach ihm benannten Beringinsel vermutlich an Kälte und Entkräftung. 18 weitere Besatzungsmitglieder überleben den Winter ebenfalls nicht.

### Kultur

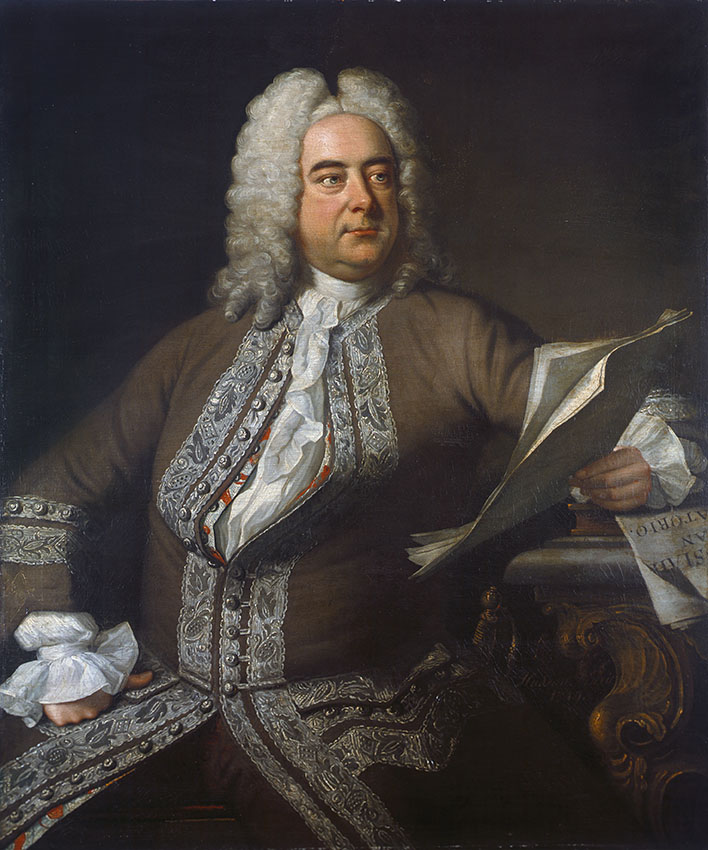
Händel 1741,
Porträt von Thomas Hudson

- 10. Januar: Deidamia, Georg Friedrich Händels letzte Oper, wird in London uraufgeführt. Das Libretto stammt von Paolo Antonio Rolli.
- 14. März: In Wien erlaubt Erzherzogin Maria Theresia die Nutzung eines leerstehenden Ballhauses auf dem Michaelerplatz neben der Hofburg als Theater, woraus das Burgtheater entsteht.
- 10. April: Die Tragödie Mahomet der Prophet von Voltaire wird in Lille uraufgeführt. Es folgen nur drei weitere Aufführungen in Paris an der Comédie-Française. Trotz des großen Publikumserfolgs wird das Stück nach heftigen Interventionen des kirchlichen Zensors Prosper Jolyot Crébillon und der Jansenisten vom Spielplan genommen.
- 29. April: In Bologna findet die Uraufführung der Oper Ezio von Niccolò Jommelli mit dem Libretto von Pietro Metastasio statt.
- 27. Mai: In Wien begleitet erstmals eine Musikkapelle eine Militärparade.
- 22. August bis 14. September: Georg Friedrich Händel komponiert das Oratorium Messiah.
- 26. Dezember: Die Oper Merope von Niccolò Jommelli wird zum Auftakt der Karnevalssaison am Teatro San Giovanni Crisostomo in Venedig uraufgeführt.

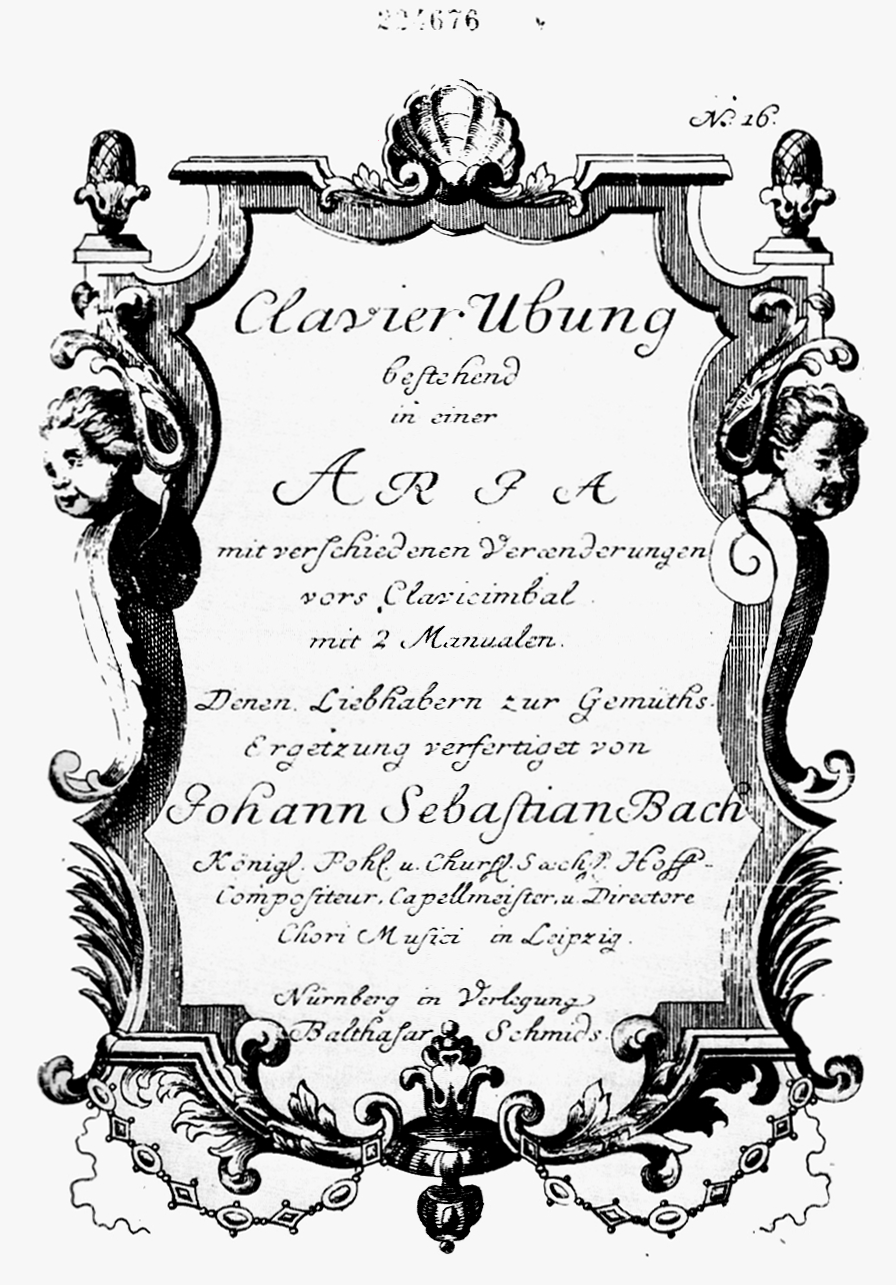
Titelblatt des Erstdrucks der Goldberg-Variationen

- Der Verleger Balthasar Schmid gibt in Nürnberg erstmals das Werk Clavier Ubung bestehend in einer ARIA mit verschiedenen Verænderungen vors Clavicimbal mit 2 Manualen von Johann Sebastian Bach heraus. Nach Bachs Tod wird das Stück unter dem Namen Goldberg-Variationen bekannt.

### Gesellschaft
- 13. April: Der preußische König Friedrich II. lässt den Kölner Zeitungsverleger Johann Ignaz Roderique wegen dessen österreichfreundlicher Berichterstattung im Schlesischen Krieg auf offener Straße zusammenschlagen.

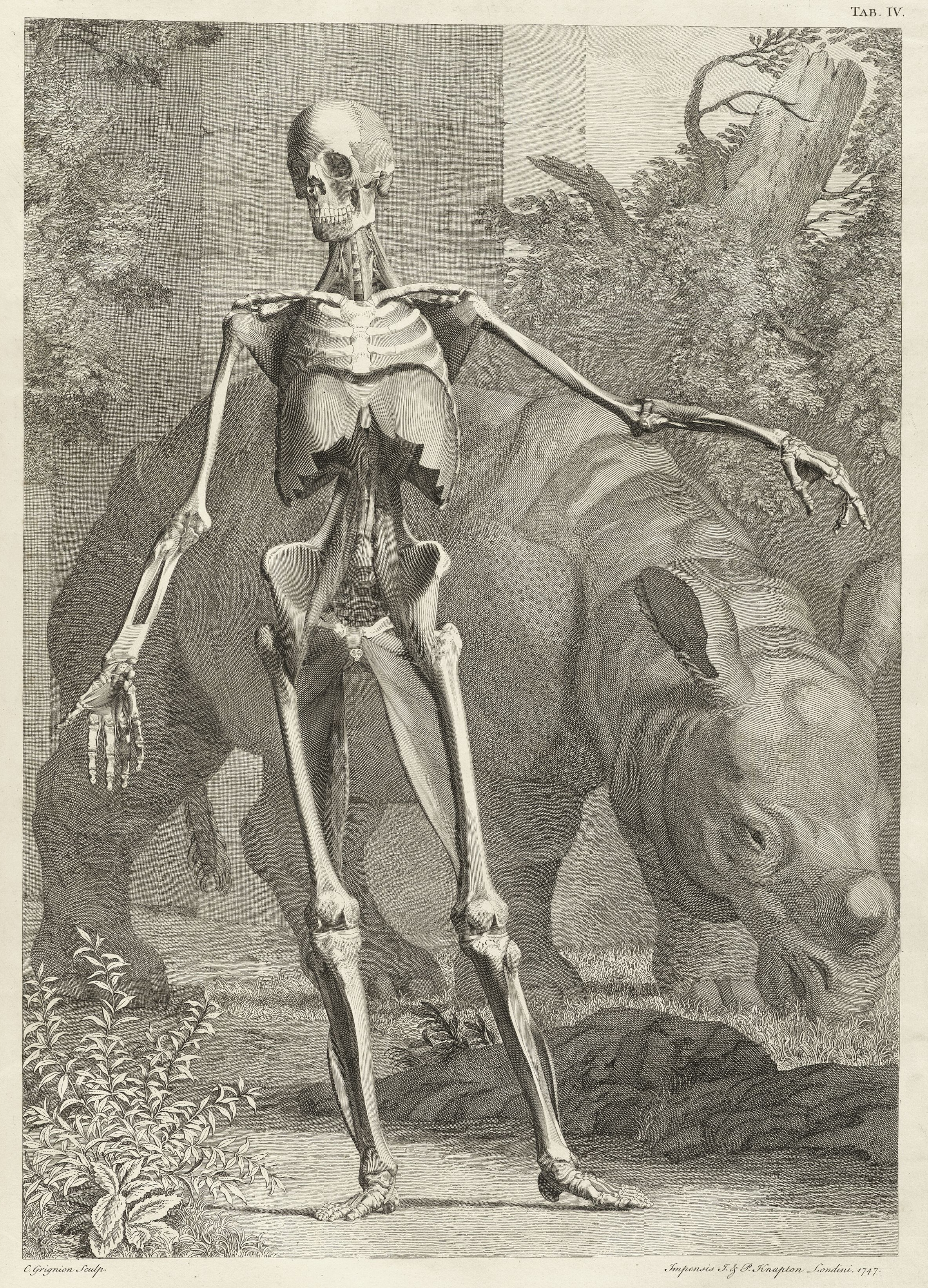
Clara, das Nashorn, Stich von Jan Wandelaar 1742

- 22. Juli: Das Nashorn Clara erreicht auf dem Schiff Knappenhof unter Kapitän Douwe Mout van der Meer Rotterdam.

### Religion
- 30. Juni: In der Enzyklika Quanta Cura spricht Papst Benedikt XIV. Missstände beim Verlangen von Entgelt für Messen an und verlangt eine ordnungsgemäße Praxis von den Geistlichen.
- Der Tamtschinski-Dazan, eine buddhistische Klosteranlage mit Universität, wird gegründet.

### Katastrophen
- 29. August: Ein Vulkanausbruch auf der Insel Oshima-Ōshima wird von einem Tsunami im Japanischen Meer begleitet, bei dem mindestens 1600 Menschen sterben.

Kleinere Unglücksfälle sind in den Unterartikeln von Katastrophe und in der Liste von Katastrophen aufgeführt.

## Geboren

### Erstes Quartal
- 06. Januar: Sarah Trimmer, englische Autorin († 1810)
- 14. Januar: Benedict Arnold, US-amerikanischer, später britischer General († 1801)
- 20. Januar: Carl von Linné der Jüngere, schwedischer Botaniker († 1783)
- 27. Januar: Hester Thrale, englische Autorin, Salonière und Kunstmäzenin († 1821)
- 28. Januar: Johann August Weppen, deutscher Beamter und Schriftsteller († 1812)
- 31. Januar: Theodor Gottlieb von Hippel, preußischer Politiker und Schriftsteller († 1796)
- 31. Januar: Engelhard Benjamin Schwickert, deutscher Verleger († 1825)
- 04. Februar: Elizabeth Batts, englische Wirtstochter, Ehefrau von James Cook († 1835)
- 07. Februar: Johann Heinrich Füssli, schweizerisch-britischer Maler und Publizist († 1825)
- 08. Februar: André-Ernest-Modeste Grétry, flämisch-französischer Komponist († 1813)
- 09. Februar: Ferdinand Franz Maria Bouget, deutscher Oberst († 1818)
- 19. Februar: Fjodor Grigorjewitsch Orlow, russischer Generalleutnant, Bruder von Grigori Orlow († 1796)
- 26. Februar: Johann Nepomuk Holzhey, süddeutscher Orgelbauer († 1809)
- 04. März: Johann Friedrich Bauder, preußischer und bayrischer Beamter († 1831)
- 05. März: Eugen Montag, Abt des Zisterzienserklosters in Ebrach († 1811)
- 12. März: Ernst Jakob Danovius, deutscher lutherischer Theologe († 1782)
- 13. März: Joseph II., Kaiser des Heiligen Römischen Reiches, Erzherzog von Österreich und König von Böhmen, Kroatien und Ungarn († 1790)
- 16. März: Carlo Amoretti, italienischer Gelehrter († 1816)
- 20. März: Meinard Tydeman der Ältere, niederländischer Rechtswissenschaftler und Historiker († 1825)
- 25. März: Jean-Antoine Houdon, französischer Bildhauer († 1828)
- 25. März: Daniel Schiebeler, deutscher Schriftsteller und Kirchenlieddichter († 1771)
- 26. März: Jean-Michel Moreau, französischer Kupferstecher und Radierer († 1814)
- 28. März: Johann André, deutscher Musiker, Komponist und Musikverleger († 1799)
- 28. März: Philipp von Cobenzl, österreichischer Staatsmann († 1810)
- 30. März: Justin Bonaventure Morard de Galles, französischer Vizeadmiral und Politiker († 1809)

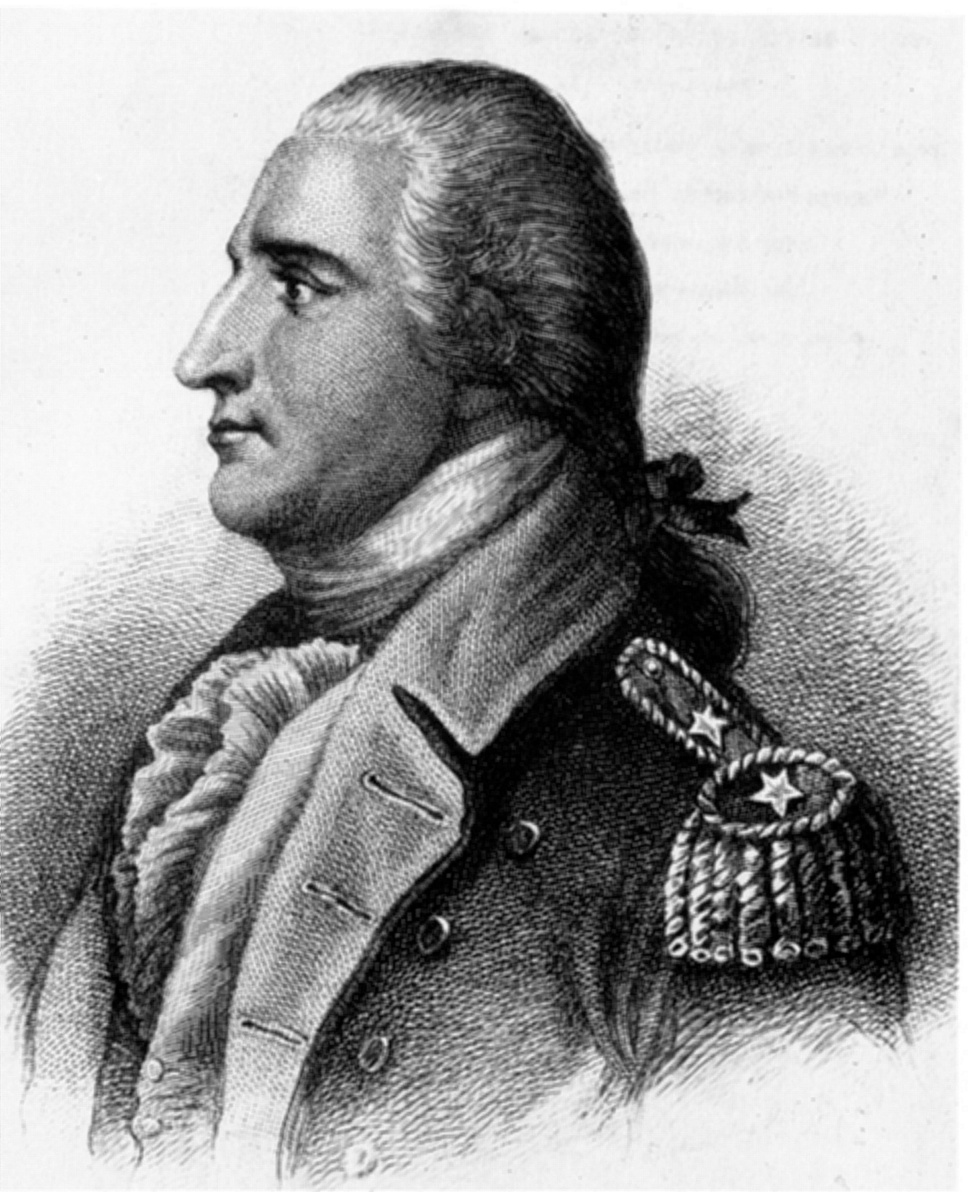
Benedict Arnold
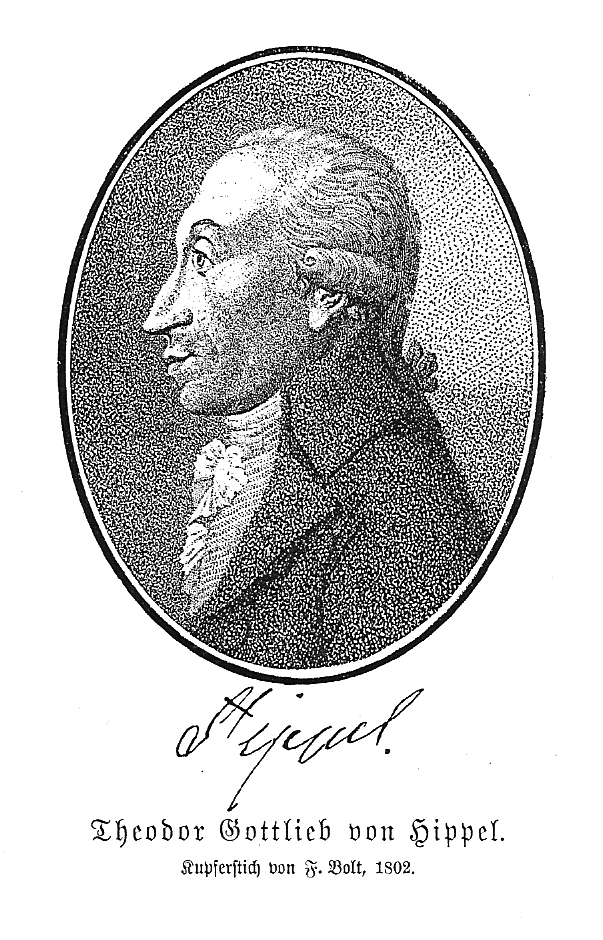
Theodor Gottlieb von Hippel
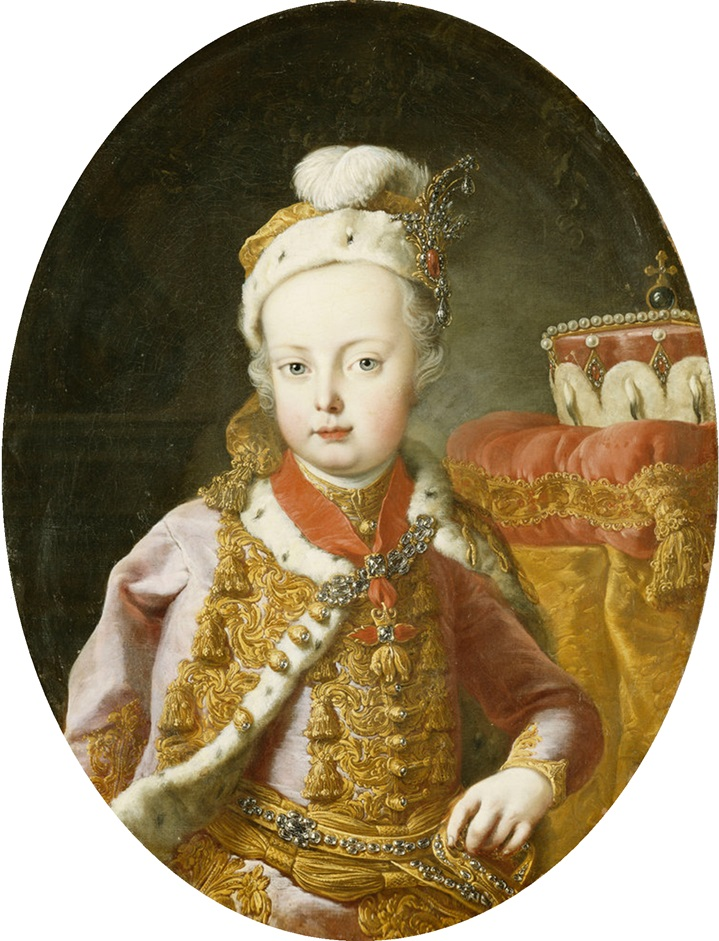
Joseph II. als Kind

### Zweites Quartal
- 03. April: Johann August Reichardt, deutscher Rechtswissenschaftler († 1808)
- 05. April: Johann Baptist Ambrosi, deutscher Theologe († 1796)
- 06. April: Nicolas Chamfort, französischer Schriftsteller († 1794)
- 14. April: Momozono, Tennō von Japan († 1762)
- 15. April: Charles Willson Peale, amerikanischer Porträt- und Landschaftsmaler († 1827)
- 17. April: Samuel Chase, einer der Gründerväter der USA († 1811)
- 17. April: Carl Conti, österreichischer Kupferstecher († 1795)
- 17. April: Johann Gottlieb Naumann, deutscher Komponist, Dirigent und Kapellmeister († 1801)
- 22. April: Urban Klieber, österreichischer Bildhauer († 1803)
- 05. Mai: John Archer, US-amerikanischer Politiker († 1810)
- 06. Mai: Josef Ignác Buček, böhmischer Universitätsprofessor, Autor volkswirtschaftlicher Werke († 1821)
- 09. Mai: Gregorio García de la Cuesta, spanischer Generalkapitän und Präsident des Obersten Rates von Kastilien († 1811)
- 11. Mai: Johann Christian Albinus, deutscher Beamter († 1807)
- 17. Mai: Barthélemy Faujas de Saint-Fond, französischer Geologe und Vulkanologe († 1819)
- 17. Mai: John Penn, einer der Gründerväter der USA († 1788)
- 23. Mai: Andrea Lucchesi, italienischer Komponist, Organist und Kapellmeister († 1801)
- 29. Mai: Charles Montagu, britischer Gouverneur der Province of South Carolina († 1784)
- 10. Juni: Karl August Schlockwerder, deutscher Jurist und Bürgermeister von Wittenberg († 1800)
- 10. Juni: Joseph Warren, britisch-amerikanischer Arzt und erster Rebell, der im Amerikanischen Unabhängigkeitskrieg fiel († 1775)
- 17. Juni: Samuel Maclay, US-amerikanischer Politiker († 1811)
- 26. Juni: John Langdon, US-amerikanischer Politiker, Gouverneur von New Hampshire († 1819)
- 27. Juni: Marie-Madeleine Jodin, französische Schauspielerin, Philosophin und Feministin († 1790)

### Drittes Quartal
- 02. Juli: Susanna Jacobina Jungert, deutsche Sopranistin († 1799)
- 13. Juli: Ignaz Bärenkopf, ungarischer katholischer Hochschullehrer, Titularbischof und Autor († 1809)
- 13. Juli: Carl Friedrich Hindenburg, deutscher Mathematiker, Professor der Philosophie und Physik († 1808)
- 17. Juli: Johann Georg Wilhelm von Baerensprung, preußischer Beamter († 1803)
- 19. August: Szczepan Hołowczyc, Erzbischof von Warschau († 1823)
- 20. August: Vincenzo Brenna, italienisch-russischer Architekt und Maler († 1820)
- 23. August: Jean-François de La Pérouse, französischer Seefahrer, Weltumsegler und Geograf († 1788)
- 28. August: Johann Christian Kestner, deutscher Jurist und Archivar, Ehemann von Charlotte Buff († 1800)
- 31. August: Jean-Paul-Égide Martini, deutsch-französischer Komponist († 1816)
- 000August: Francis Masson, schottischer Botaniker und Pflanzensammler († 1805)
- 03. September: Johann Wilhelm von Archenholz, preußischer Offizier, Schriftsteller und Herausgeber († 1812)
- 04. September: Friedrich August Wilhelm Wenck, deutscher Historiker († 1810)
- 08. September: Gioacchino Avesani, italienischer Jesuit, Lehrer und Dichter († 1818)
- 14. September: Robert Eden, 1. Baronet (of Maryland), letzter britischer Kolonialgouverneur von Maryland († 1784)
- 22. September: Peter Simon Pallas, deutscher Naturforscher, Geograf und Entdeckungsreisender († 1811)
- 25. September: Václav Pichl, tschechischer Geiger, Komponist und Musikdirektor († 1805)
- 27. September: Beda Plank, österreichischer katholischer Geistlicher, Dramatiker sowie Regens chori im Stift Kremsmünster († 1830)

### Viertes Quartal
- 02. Oktober: Augustin Barruel, französischer Geistlicher, konservativer Publizist und Historiker († 1820)
- 02. Oktober: Johann Christian von Mannlich, deutscher Maler und Architekt († 1822)
- 04. Oktober: Franciszek Karpiński, polnischer Dichter und Dramatiker († 1825)
- 10. Oktober: Karl II., Großfürst von Mecklenburg († 1816)
- 15. Oktober: Johann Baptista von Salis, Schweizer Politiker († 1816)
- 18. Oktober: Pierre-Ambroise-François Choderlos de Laclos, französischer Schriftsteller und Offizier († 1803)

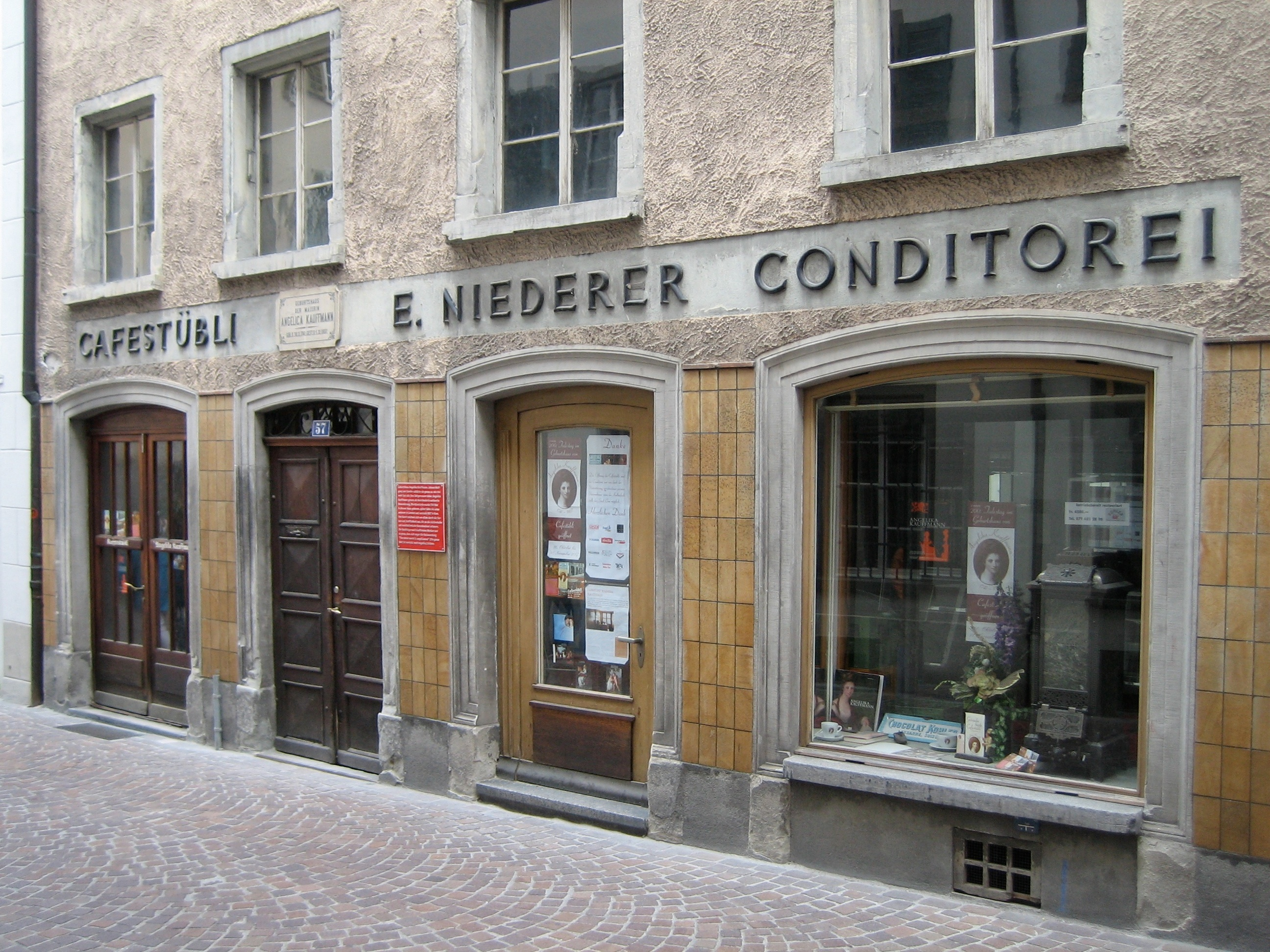
Angelika Kauffmanns Geburtshaus

- 30. Oktober: Angelika Kauffmann, schweizerisch-österreichische Malerin († 1807)
- 15. November: Johann Caspar Lavater, Schweizer reformierter Theologe, Philosoph und Schriftsteller († 1801)
- 20. November: Christian Friedrich Schmidt, deutscher Philosoph und lutherischer Theologe († 1778)
- 29. November: Friedrich, Fürst von Anhalt-Bernburg-Schaumburg-Hoym († 1812)
- 02. Dezember: Leonard Meister, Schweizer Lehrer, Politiker und evangelischer Geistlicher († 1811)
- 03. Dezember: Jonathan Arnold, US-amerikanischer Arzt und Politiker († 1793)
- 08. Dezember: Marie-Elisabeth Colomb, preußische hugenottische Kaufmannstochter, Mutter von Wilhelm und Alexander von Humboldt († 1796)
- 10. Dezember: Aagje Deken, niederländische Dichterin († 1804)
- 10. Dezember: Salomon Landolt, Schweizer Politiker († 1818)
- 16. Dezember: Nathan ben Simeon ha-Kohen Adler, deutscher Kabbalist und Rabbiner, Begründer einer westjüdisch-chassidischen Richtung († 1800)
- 18. Dezember: Felicitas Abt, deutsche Schauspielerin († 1783)
- 25. Dezember: Friedrich Karl, Fürst von Wied und Graf von Isenburg († 1809)
- 25. Dezember: Heinrich Zimmermann, kurpfälzischer Reisender und Reiseschriftsteller († 1805)

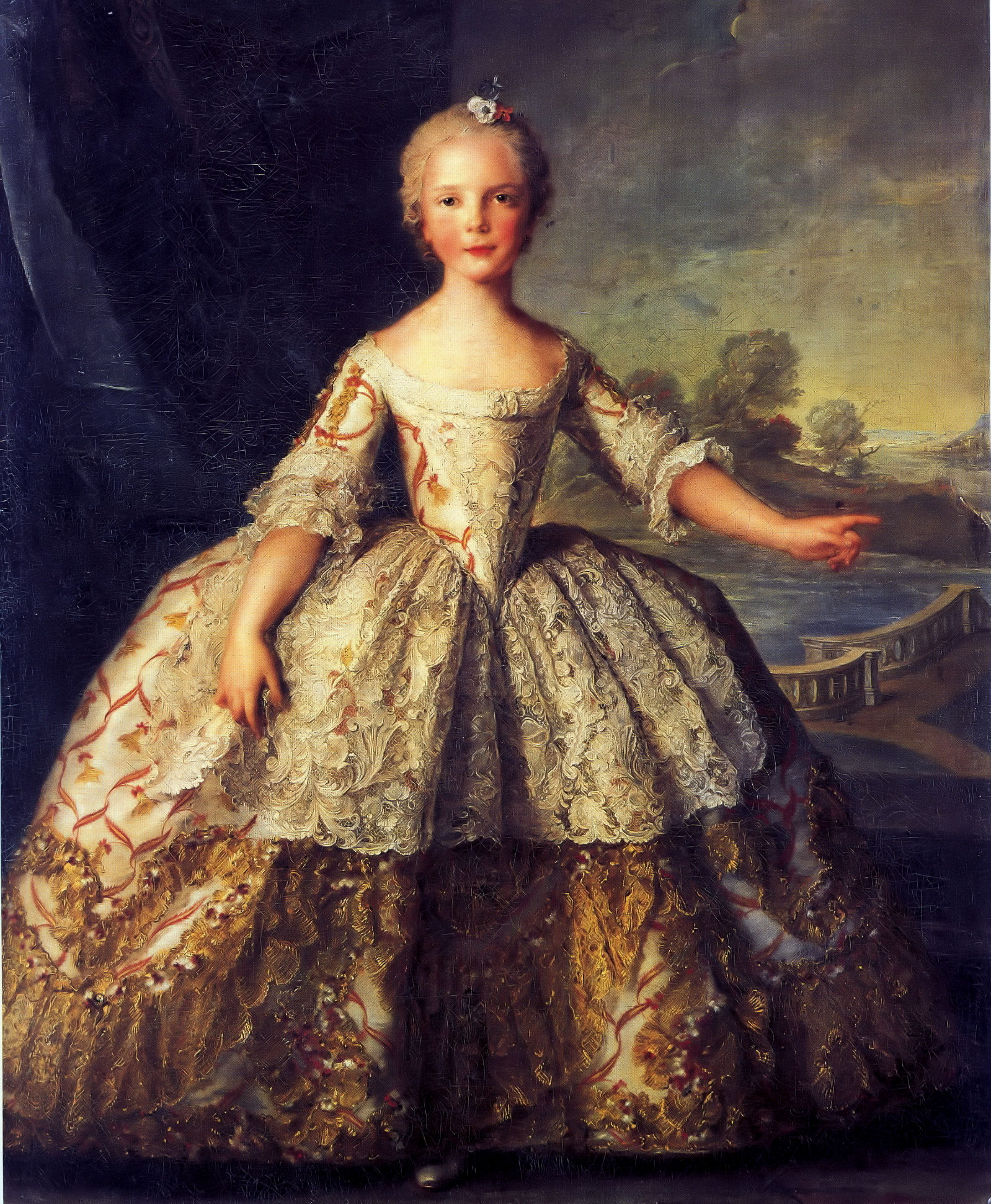
Isabella von Bourbon-Parma als Kind

- 31. Dezember: Isabella von Bourbon-Parma, Infantin von Spanien, Erzherzogin von Österreich, Kronprinzessin von Böhmen und Ungarn († 1763)
- 31. Dezember: Honorius Grieninger, deutscher Benediktiner und letzter Abt des Klosters Irsee († 1809)

### Genaues Geburtsdatum unbekannt
- Nidhu Babu, indischer Komponist und Dichter († 1839)
- Carlo Canobbio, italienischer Komponist und Violinist († 1822)
- Maria Rønning, norwegische Einwanderin auf den Färöern und Weberin († 1807)
- Scipione de’ Ricci, italienischer katholischer Geistlicher († 1810)
- Phraya Phichai, siamesischer Adeliger im Königreich Ayutthaya († 1782)

### Geboren um 1741
- Ali Pascha Tepelena, osmanischer Pascha albanischer Abstammung († 1822)

## Gestorben

### Erstes Halbjahr
- 15. Januar: Ramon Despuig, Großmeister des Malteserordens (* 1670)
- 15. Januar: Johann Friedrich Macrander, deutscher Orgelbauer (* 1661)
- 25. Jänner: Maria Karolina von Österreich, österreichische Prinzessin (* 1740)
- 31. Januar: Heinrich von Hessen-Darmstadt, deutscher Prinz, kaiserlicher General (* 1674)
- 13. Februar: Johann Joseph Fux, österreichischer Komponist und Musiktheoretiker (* 1660)
- 15. Februar: Georg Raphael Donner, österreichischer Bildhauer und Medailleur (* 1693)
- 19. Februar: Andrea Locatelli, italienischer Landschaftsmaler (* 1695)
- 21. Februar: Jethro Tull, britischer Agrar-Pionier (* 1674)
- 22. Februar: Peter Solderer, Bürgermeister von Temeswar (* 1690)
- 13. März: Renier Roidkin, wallonischer Maler (* 1684)
- 16. März: Jean-Baptiste Rousseau, französischer Schriftsteller (* 1671)
- 31. März: Pieter Burman der Ältere, niederländischer Philologe (* 1668)
- 02. April: Christoph Hackner, schlesischer Architekt (* 1663)
- 04. April: Froben Ferdinand, Fürst zu Fürstenberg, kaiserlicher Prinzipalkommissar am Reichstag zu Regensburg (* 1664)
- 07. April: Georg Sigismund Caspari, deutscher Orgelbauer (* 1693)
- 10. April: Celia Fiennes, englische Reiseschriftstellerin (* 1662)
- 20. April: Wilhelm I. Sölner, Abt des Zisterzienserklosters in Ebrach (* 1671)
- 03. Mai: Joseph Munggenast, österreichischer Barockbaumeister (* 1680)
- 05. Mai: Eleonore Elisabeth Amalia Magdalena von Lobkowitz, Fürstin zu Schwarzenberg (* 1682)
- 09. Mai: José de Santiago Concha, spanischer Jurist und Gouverneur von Chile (* 1667)
- 15. Mai: Jakob Christoph Le Blon, deutscher Maler, Kupferstecher und Erfinder (* 1667)
- 19. Mai: Valentin Ulrich Grotian, ostfriesischer Orgelbauer (* 1663)
- 23. Mai: Daniel Mütze, deutscher Orgelbauer (* 1683)
- 25. Mai: Adrian Bernhard von Borcke, preußischer Generalfeldmarschall und Minister (* 1668)
- 27. Mai: Christoph Ernst Steinbach, deutscher Arzt und Lexikograph (* 1698)
- 15. Juni: Urban Gottfried Siber, deutscher evangelischer Theologe (* 1669)
- 17. Juni: Alvise Pisani, Doge von Venedig (* 1664)

### Zweites Halbjahr
- 03. Juli: Elisabeth Therese von Lothringen, Königin von Sardinien (* 1711)
- 26. Juli: Jakob Maximilian von Thun und Hohenstein, Bischof von Gurk (* 1681)
- 26. Juli: Wilhelm Heinrich, Herzog von Sachsen-Eisenach (* 1691)

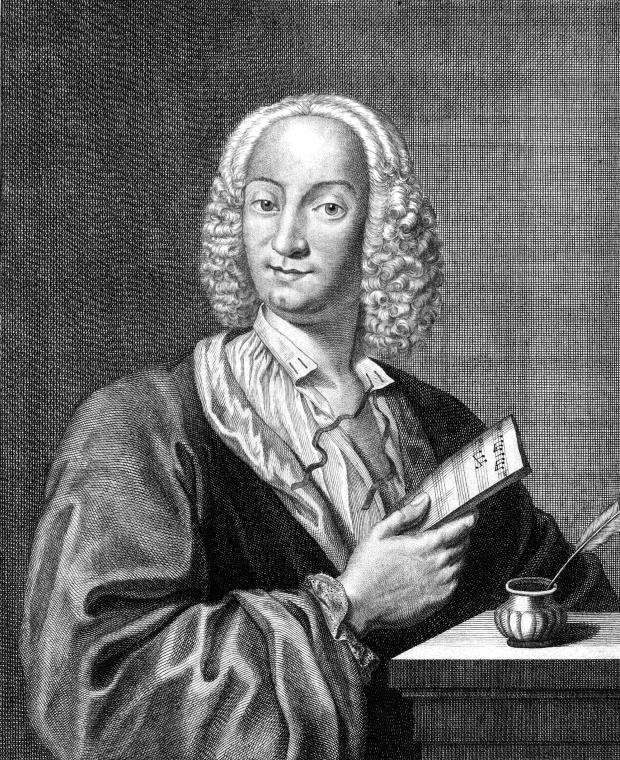
Antonio Vivaldi

- 28. Juli: Antonio Vivaldi, venezianischer Komponist (* 1678)
- 30. Juli: Wirich Philipp von und zu Daun, Fürst von Teano und kaiserlicher Feldmarschall (* 1669)
- 22. August: Pedro de Castro y Figueroa, spanischer Offizier und Kolonialverwalter, Vizekönig von Neuspanien (* 1678)
- 26. August: Maria Elisabeth von Österreich, Statthalterin der Österreichischen Niederlande (* 1680)
- 02. September: Andreas Charitius, deutscher lutherischer Theologe (* 1690)
- 07. September: Henry Desmarest, französischer Komponist (* 1661)
- 07. September: Blas de Lezo, spanischer Generalleutnant der Flotte (* 1689)
- 09. September: Pauline Félicité de Mailly-Nesle, französische Adelige und Mätresse Ludwigs XV. (* 1712)
- 11. September: Johann Jacob Schübler, Nürnberger Barockbaumeister, Architekturtheoretiker und -schriftsteller und Mathematiker (* 1689)
- 02. Oktober: Marthe de Roucoulle, französische Erzieherin am preußischen Hof (* 1659)
- 03. Oktober: Henriette Wolters, niederländische Miniarurenmalerin (* 1692)
- 08. Oktober: Charles Campbell, britischer Militär und Politiker (* um 1695)
- 09. Oktober: Domenico Lalli, neapolitanischer Librettist (* 1679)
- 11. Oktober: Joseph Talcott, britischer Gouverneur der Colony of Connecticut (* 1669)
- 15. Oktober: Anna Maria Franziska von Sachsen-Lauenburg, Pfalzgräfin von Neuburg und Großherzogin der Toskana (* 1672)
- 21. Oktober: Louis De l’Isle de la Croyère, französischer Astronom (* 1690)
- 02. November: Giovanni Antonio Pellegrini, venezianischer Maler (* 1675)
- 20. November: Melchior de Polignac, französischer Kardinal, Diplomat und Dichter (* 1661)
- 20. November: Anna Barbara Walch-Künkelin, Schorndorfer Bürgerin und Anführerin der „Schorndorfer Weiber“ (* 1651)
- 24. November: Eleonore Batthyány-Strattmann, Wiener Hofdame (* 1672)
- 28. November: Louis-François Duplessis de Mornay, französischer Kapuziner und Bischof von Québec in Neufrankreich (* 1663)
- 05. Dezember: Ulrike Eleonore, Königin von Schweden und Herzogin von Bremen-Verden (* 1688)
- 19. Dezember: Vitus Bering, dänisch-russischer Marineoffizier und Entdecker (* 1681)
- 31. Dezember: William Pole, 4. Baronet, britischer Politiker (* 1678)

### Genaues Todesdatum unbekannt
- Matthäus des Angles, französischer Bildhauer, Maler und Zeichner (* 1667)
- Herman van der Mijn, niederländischer Maler (* 1684)
- Françoise Prévost, französische Primaballerina (* um 1680)